# جامع أبر كوه
جامع أبر كوه هو مسجد جامع يعود إلى عهد الدولة التيمورية ويقع في وسط مدينة أبر كوه، بإيران.